# Heteropterys palmeri
Heteropterys palmeri là một loài thực vật có hoa trong họ Malpighiaceae. Loài này được Rose mô tả khoa học đầu tiên năm 1895.